# István Veréb
Ifjabb István Veréb (* 8. října 1987 Szombathely) je maďarský zápasník–volnostylař.

## Sportovní kariéra
Zápasení se věnoval od útlého dětství v rodném Szombathely v klubu Haladás VSE pod vedením svého otce Istvána. Specializoval na volný styl. V roce 2008 prvním rokem jako senior dostal příležitost startovat narychlo na olympijských hrách v Pekingu za zraněného Gábora Hatose v nižší kategorii do 74 kg než běžně startoval. S vahou se dokázal vypořádat a v úvodním kole nastoupil proti Američanu Benu Askrenovi. První set vyhrál 2:0 na technické body, ve druhé setu však hrubě chyboval a nechal se položit na lopatky.
Od roku 2009 nahradil ve váze do 84 kg svého pozdějšího trenéra Árpáda Rittera. V roce 2012 se však na olympijské hry v Londýně nekvalifikoval. V roce 2013 obsadil třetí místo na domácím mistrovství světa v Budapešti. V roce 2016 se vítězstvím na dubnové evropské olympijské kvalifikaci v Zrenjaninu kvalifikoval na olympijské hry v Riu. V Riu mu nepřálo nalosovaní, prohrál v úvodním kole jednoznačně na technickou převahu s ruským Dagestáncem Abdulrašidem Sadulajevem.

## Výsledky
| Olympijské hry     |     |     |     |     |     | úč. |     |     |     | —   |     |     |     | úč. |     |     |     |  |  |  |  |  |  |  |  |
| Mistrovství světa  |     |     | —   | —   | —   |     | úč. | úč. | úč. |     | 3.  | úč. | úč. |     | úč. | úč. | úč. |  |  |  |  |  |  |  |  |
| Evropské hry       |     |     |     |     |     |     |     |     |     |     |     |     | 5.  |     |     |     | —   |  |  |  |  |  |  |  |  |
| Mistrovství Evropy |     |     | —   | —   | —   | —   | úč. | úč. | úč. | úč. | úč. | 3.  | 5.  | úč. | 3.  | úč. | 3.  |  |  |  |  |  |  |  |  |
| MS juniorů         | —   | —   | úč. | 7.  | úč. |     |     |     |     |     |     |     |     |     |     |     |     |  |  |  |  |  |  |  |  |
| ME juniorů         | —   | —   | úč. | úč. | 3.  |     |     |     |     |     |     |     |     |     |     |     |     |  |  |  |  |  |  |  |  |
| ME dorostenců      | úč. | úč. |     |     |     |     |     |     |     |     |     |     |     |     |     |     |     |  |  |  |  |  |  |  |  |